# Миншью, Алиша
Али́ша Миншью́-Хершенфе́льд (англ. Alicia Minshew-Herschenfeld; род. 28 мая 1974, Плантейшен, Флорида) — американская актриса мыльных опер.

## Биография
Алиша Миншью родилась 28 мая 1974 года в Плантейшене (штат Флорида, США) в семье епископального министра Джима Миншью и инструктора по фитнесу Ленор Хаббард. У Миншью есть три сестры.
Алиша дебютировала в 1999 году, сыграв телевизионную актрису в фильме «Удар и взлётно-посадочная полоса». Она наиболее известна по своей роли в дневной мыльной опере «Все мои дети».
С 26 октября 2008 года Алиша замужем за рестораторам Ричи Хершенфельдом, с которым она встречалась 5 лет до их свадьбы. У супругов есть дочь — Уиллоу Ленор Хершенфельд (род.04.11.2009).